# Volodia Teitelboim
Volodia Valentín Teitelboim Volosky (Chillán, 17 de Março de 1916 - Santiago do Chile, 31 de Janeiro de 2008) foi um político, advogado e autor chileno.

## Obras
- Antología de poesía chilena - 1935
- El amanecer del capitalismo. La conquista de América - 1943
- Hijo del Salitre - 1952
- A Semente na Areia - no original La Semilla en la Arena. Pisagua - 1957
- Hombre y Hombre - 1969
- El Oficio ciudadano - 1973
- El pan de las Estrellas - 1973
- La Lucha Continúa, Pólvora del Exilio - 1976
- Narradores Chilenos del Exilio - 1978
- La guerra interna - 1979
- Neruda - 1984
- La Palabra y la Sangre - 1986
- El Corazón Escrito - 1986
- En el País Prohibido - 1988
- Gabriela Mistral, Pública y Secreta - 1991
- Huidobro, la marcha infinita - 1993
- Los Dos Borges - 1996
- Un Muchacho del Siglo XX - 1997
- Notas de un Concierto Europeo - 1997
- Voy a Vivirme - 1998
- La gran guerra de Chile y otra que nunca existió - 2000
- Noches de Radio - 2001
- Ulises Llega en Locomotora - 2002